# Guam ai Giochi della XXV Olimpiade
Guam partecipò ai Giochi della XXV Olimpiade, svoltisi a Barcellona, Spagna, dal 25 luglio al 9 agosto 1992, con una delegazione di 22 atleti impegnati in otto discipline.